# IOS 9
iOS 9 — дев'ятий реліз мобільної операційної системи iOS, розробленої компанією Apple як наступник iOS 8. Система була представлена на Всесвітній конференції розробників компанії (WWDC) 8 червня 2015 року з очікуваною датою публічного релізу у вересні 2015 року. IOS 9 включає в себе багато внутрішніх оптимізацій та покращень у порівнянні з її попередником.

## Історія
iOS 9 вперше була представлена на Всесвітній конференції розробників компанії (WWDC) 8 червня 2015 року з iOS 9.0 бета 1, і стала доступною для зареєстрованих розробників програмного забезпечення Apple одразу після презентації. Публічна бета версія іОС 9 буде доступна у липні. Публічний реліз iOS 9 буде представлено восени (у Північній півкулі), та весною (у Південній півкулі).

## Нововведення
IOS 9 містить різноманітні вбудовані в аплікаціях удосконалення та їхню інтеграцію в загальний інтелект всієї ОС, а також підвищення стабільності, швидкості і час роботи батареї.

### Новини
iOS 9 містить новий додаток — Новини, де користувачі мають змогу переглядати новини з таких ресурсів, наприклад, як Нью-Йорк Таймс, CNN чи ESPN. Як було зазначено розробниками, це зроблено для того, щоб надати користувачам єдиний загальний шлях для отримання даних з інформаційних ресурсів. Видавці можуть використовувати Новини для створення візуально багатих та динамічних статей для iOS користувачів. Варто зазначити, що дана аплікація була відсутня в iOS 9 бета 1 версії для розробників.

### Нотатки
Вбудована аплікація Нотатки отримала чималий ряд удосконалень:
- можливість малювання ескізів із низкою інструментів;
- легке додавання зображень в нотатку;
- посилання на вебсайти і карти із зазначенням розташування
- додаткові параметри форматування тексту (наприклад, різні типи списків)
- оновлений дизайн
- синхронізація нотаток через iCloud

### Карти
Додаток Карти отримала можливість прокладати транзитні маршрути в таких містах як Балтимор, Берлін, Чикаго, Лос-Анджелес, Мехіко, Нью-Йорк, Париж, Філадельфія, Сан-Франциско, Шанхай, Торонто та Вашингтон і кількість міст в майбутньому буде збільшуватись. Одне з інших нововведень — користувачі при бажанні отримуватимуть рекомендації для відвідування визначних місць, ресторанів тощо, які ґрунтуються на тому, який зараз час доби і які в користувача зацікавлення. У Apple заявили, що інформація, зібрана системою таким чином не буде використовуватись компанією або передаватись третім особам. Також на картах будуть зазначені торгові точки, які підтримують Apple Pay.
Окрім цього:
- з'явилася підтримка Apple Pay у Великій Британії
- удосконалено Siri, додавши можливість нагадувати користувачеві про щось після прибуття на певне місце, наприклад: «Siri, нагадай мені поставити молоко в холодильник після того, як я прийду додому»
- відтепер при реєстрації Apple ID потрібно придумати не 4-значний, а 6-значний пароль (таким чином користувач отримає більшу безпеку)
- багатовіконність: на iPhone одночасно можна відкривати до 2-х вікон, на iPad — до 4-х
- «Android — міграція» — можливість перенести найважливіші дані при переході з Android на iOS

## Сумісність з пристроями
| iPhone - iPhone 4s - iPhone 5 - iPhone 5c - iPhone 5s - iPhone 6 - iPhone 6 Plus - iPhone 6s - iPhone 6s Plus | iPad - iPad 2 - iPad 3 - iPad з дисплеєм Retina - iPad Air - iPad Air 2 - iPad mini - iPad mini з дисплеєм Retina - iPad mini 3 - iPad Pro | iPod touch - iPod touch 5 |